# Яркая красная новая

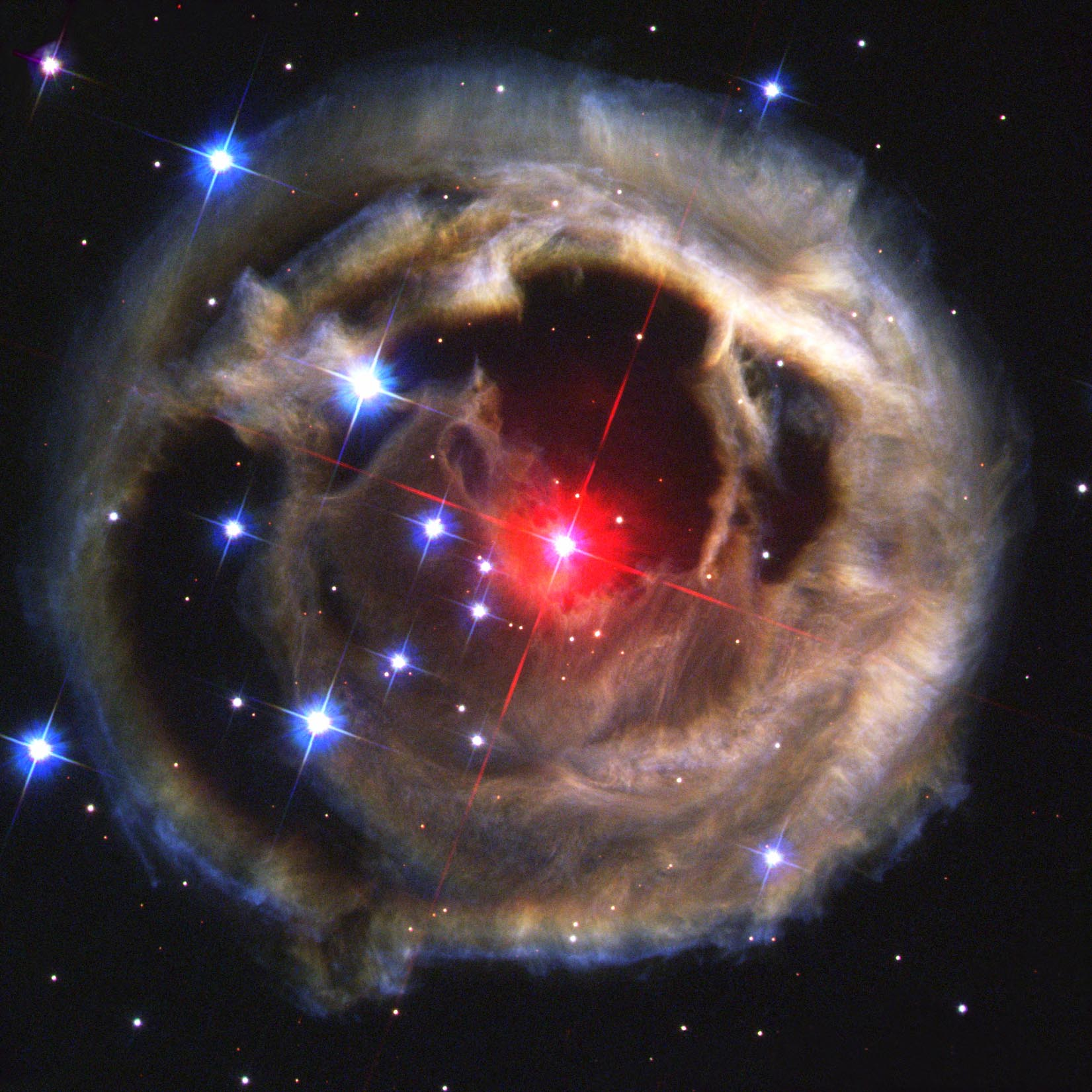
V838 Единорога и световое эхо, снимок телескопа Хаббла 17 декабря 2002 г.

Яркая красная новая, или красная новая высокой светимости (англ. Luminous red nova) — звёздный взрыв, который, как считается, вызван слиянием двух звёзд. Он характеризуется явным красным цветом и своеобразной кривой блеска, которая ярко выражена в инфракрасном диапазоне. Яркие красные новые звезды не следует путать со стандартными новыми звёздами и взрывами, которые происходят на поверхности белых карликов.

## Открытие
За последние 30 лет наблюдалось несколько объектов с признаками ярких красных звёзд. Красная звезда M31-RV в галактике Андромеды ярко вспыхнула в 1988 году и, возможно, была яркой красной новой. В 1994 году V4332 Стрельца, звезда в галактике Млечный Путь, вспыхнула аналогичным образом, а в 2002 году V838 Единорога вспыхнула и была изучена достаточно подробно.
Первая подтверждённая яркая красная новая была объектом M85 OT2006-1, в галактике М85. Она впервые была обнаружена во время поиска сверхновых звёзд в Ликской обсерватории и впоследствии исследована группой астрономов из Калифорнийского университета в Беркли и Калтеха. Они подтвердили его отличие от известных взрывов, таких как новые и тепловые импульсы, и объявили яркие красные новые звезды новым классом звёздного взрыва.
V1309 Скорпиона — это яркая красная новая, которая последовала за слиянием тесной двойной системы в 2008 году.
В январе 2015 года в галактике Андромеды наблюдалась яркая красная новая.
10 февраля 2015 года в галактике Вертушка была обнаружена яркая красная новая, известная как M101 OT2015-1.

## Характеристики
Светимость взрыва, происходящего в ярких красных новых, находится между яркостью новой, которая более тусклая (примерно на порядок) и сверхновой, которая более яркая (примерно на порядок). Видимый свет виден недели или месяцы, и он ярко-красного цвета, с течением времени становится всё более тёмно-красным. По мере того, как видимый свет тускнеет, инфракрасный свет, наоборот, возрастёт и также длится в течение большого периода времени, как правило, увеличивая и уменьшая яркость несколько раз.
Инфракрасные наблюдения M85 OT2006-1 показали, что температура такой звезды немного меньше 1000 К, то есть относительно низкая. Неясно, разделяют ли эту характеристику другие яркие красные новые.

## Эволюция
Исследователи M85 OT2006-1, считают, что она сформировалась, когда слились две звезды главной последовательности. При слиянии яркие красные новые, как представляется, расширяются чрезвычайно быстро, достигая от тысячи до десятков тысяч солнечных радиусов всего за несколько месяцев. Это заставило бы объект остыть, объясняя сосуществование яркой вспышки с прохладным объектом после вспышки.

## Другие точки зрения
Некоторые астрономы считают, что преждевременно объявлять новый класс звёздных взрывов на основе такого малого числа наблюдений. Например, они могут быть связаны со взрывом сверхновой звезды класса II-p, в качестве альтернативы, сверхновые, находящиеся на поздних стадиях эволюции, естественно, будут красными и с низкой яркостью. Также в качестве альтернативы некоторые эксперты считают второе тело планетой-гигантом, которую поглотила звезда.

## Прогнозы
В начале 2022 года (2022,2 ± 0,6) KIC 9832227, двойная звёздная система, будет сливаться и, как прогнозируется, создаст яркую красную новую.